# Stefan Uziembło
Stefan Uziembło (ur. 25 września 1888, zm. ?) – kapitan dyplomowany piechoty Wojska Polskiego.

## Życiorys
W czasie I wojny światowej walczył w szeregach cesarskiej i królewskiej armii. 1 sierpnia 1916 roku został mianowany porucznikiem rezerwy piechoty. Jego oddziałem macierzystym był c. i k. 20 pułk piechoty.
19 sierpnia 1920 roku został zatwierdzony z dniem 1 kwietnia 1920 roku w stopniu kapitana, w piechocie, w grupie oficerów byłej armii austro-węgierskiej. Pełnił wówczas służbę w 19 pułku piechoty Odsieczy Lwowa.
1 czerwca 1921 roku pełnił służbę w Polskiej Misji Wojskowej we Francji, a jego oddziałem macierzystym był 1 pułk Strzelców Podhalańskich. Przysługiwał mu wówczas tytuł „adiutant sztabowy”. W latach 1920–1922 był słuchaczem francuskiej Wyższej Szkoły Wojennej w Paryżu (franc. École Supérieure de Guerre). Z dniem 15 lutego 1923 roku, po ukończeniu studiów i powrocie do kraju, przydzielony został do Oddziału IV Sztabu Generalnego w Warszawie. W międzyczasie, w dniu 3 maja 1922 roku, zweryfikowany został w stopniu kapitana ze starszeństwem z dniem 1 czerwca 1919 roku i 644. lokatą w korpusie oficerów piechoty. W tym samym roku przeniesiony został ze Sztabu Generalnego do Oddziału IIIa Biura Ścisłej Rady Wojennej. W następnym roku pełnił służbę w Oddziale Ogólnym Sztabu Dowództwa Okręgu Korpusu Nr II w Lublinie. W czasie studiów we Francji oraz w czasie służby sztabowej pozostawał oficerem nadetatowym 50 pułku piechoty Strzelców Kresowych w Kowlu.
Na podstawie zawiadomienia L.172/zwol./29 starosty powiatu chrzanowskiego z 15 października 1929 roku o utracie obywatelstwa polskiego na podstawie art. 11 ustawy z dnia 20 stycznia 1920 roku o obywatelstwie Państwa Polskiego, na zasadzie art. 27 pkt a ustawy z dnia 23 marca 1922 roku o podstawowych obowiązkach i prawach oficerów Wojska Polskiego w związku z § 7 ust. 1 rozporządzenia pozbawiony został stopnia oficera i skreślony z listy oficerów Wojska Polskiego.

## Ordery i odznaczenia
- Krzyż Kawalerski Legii Honorowej
- Krzyż Wojskowy Karola[7]
- Krzyż Pamiątkowy Mobilizacji 1912-1913[7]